# Neuroprotezione
La neuroprotezione è la somministrazione di sostanze per guarire in modo parziale i danni cerebrali e prevenire un ulteriore danneggiamento; il concetto molto vicino di neuroprevenzione è la somministrazione di sostanze e l'adozione di uno stile di vita salutare per prevenire o ritardare l'insorgenza di malattie neurodegenerative come la malattia di Alzheimer, la malattia di Parkinson, la demenza, la demenza vascolare, l'ischemia cerebrale e la malattia di Huntington. La neuroprotezione è offerta dunque dall'assunzione di agenti neuroprotettivi. Le sostanze con effetti neuroprotettivi sono un ambito importante nella ricerca neuroscientifica siccome il cervello è un'area del corpo tanto importante quanto difficile da guarire da lesioni attraverso le operazioni chirurgiche correttive, eccetto per la rimozione di tumori cerebrali e alcuni aneurismi.
La ricerca sulla neuroprotezione/neuroprevenzione si affianca a quella sulla neurogenesi, sinaptogenesi, angiogenesi e neurotrofia, collegata a sua volta alla plasticità sinaptica e neuritogenesi. Alcuni agenti neuroprotettivi sono anche neurogenici e neurotrofici.

## Presentazione
Gran parte delle sostanze neuroprotettive sono antiossidanti, per cui proteggono le cellule cerebrali dallo stress ossidativo e dalla degenerazione. Alcune sostanze proteggono gruppi di cellule nervose specifiche, come ad esempio i neuroni dopaminergici (cioè che producono la dopamina, un neurotrasmettitore). Tra gli agenti neuroprotettivi, si contano i flavonoidi, vitamine, neurotrasmettitori, ormoni, amminoacidi e loro derivati.
Svariati composti sono reperibili nelle piante e sostanze prodotte dal corpo umano (dunque sostanze endogene, come i proteine intere e i gruppi di amminoacidi organizzati in peptidi), mentre altre ancora sono sintetiche. Alcune sostanze sintetiche erano state prodotte in origine con altri scopi e solo in un secondo momento sono emersi anche gli effetti neuroprotettivi.
Gli agenti neuroprotettivi hanno la capacità di sfondare la barriera emato-encefalica, cioè un gruppo di anticorpi che difende il cervello, per cui riescono a raggiungere i neuroni. In particolare, alcuni agenti agiscono riducendo o rimodulando l'accumulo di alcune proteine che portano a malattie neurodegenerative come la malattia di Alzheimer e la demenza, la malattia di Parkinson, la malattia di Huntington, la sclerosi laterale amiotrofica (SLA) e le malattie da prioni. L'accumulo di queste proteine, se non è contrastato, provoca stress ossidativo nel cervello, per cui le cellule immunitarie nervose (microglia e astrociti) vengono stimolate a produrre citochine proinfiammatorie; in altre parole, lo stress ossidativo innesca una risposta infiammatoria nel cervello che, nel lungo termine e/o se cronica, porta alla morte programmata delle cellule (apoptosi). L'apoptosi porta dunque alla neurodegenerazione, per cui la memoria, percezione/cognizione, apprendimento e funzione locomotoria sono compromesse insieme alla qualità della vita. Gli agenti neuroprotettivi dunque mitigano la perdita neuronale in fase terapeutica con effetti tipicamente antiossidanti, anti-neuroinfiammatori e anti-apoptotici; inoltre, contrastano i radicali liberi.

## Esperimenti sulla neuroprotezione
Svariati agenti neuroprotettivi sono comunemente estraibili da piante o si possono trovare in integratori alimentari. Gli integratori sono pensati per coprire delle carenze nella propria alimentazione quotidiana e vanno assunti secondo la dose consigliata per evitare effetti tossici (ancora più gravi nei bambini e donne incinte). In particolare, i polifenoli sono agenti neuroprotettivi e sono la maggiore quantità di antiossidanti assunti nella dieta; la loro assunzione è pari a 10 volte l'assunzione di vitamina C e 100 volte quella della vitamina E. In particolare, i flavonoidi sono dei polifenoli che supportano la sinaptogenesi e neurogenesi con effetti antiossidanti e anti-neuroinfiammatori, oltre ad avere effetti anticancro. Svariati esperimenti sono condotti sui ratti, per cui la fisiologia non completamente identica rispetto a quella di Homo Sapiens non porta a una trasferibilità totale dei risultati; solo degli esperimenti su soggetti umani con gruppo di controllo e doppio cieco possono confermare il funzionamento di un agente neuroprotettivo sull'Uomo.

### Polifenoli
- la curcumina, un polifenolo estratto dalla radice di Curcuma longa e il suo maggiore ingrediente attivo. La curcuma è una spezia diffusa nella cucina e medicina indiana. La curcumina ha effetti antiossidanti, antinfiammatori e anticancro oltre che neuroprotettivi,[2] neurogenici e neuroprotettivi. Inoltre, limita i danni ossidativi al DNA siccome aumenta la produzione di enzimi riparatori del DNA. Gli effetti antiossidanti sul cervello sono causati dall'aumento del glutatione e dall'incremento dell'attività di enzimi antiossidanti come la superossido dismutasi e la catalasi. Infine, la curcumina ostacola l'ossido nitrico, che è un radicale libero che produce nitrogeni reattivi che danneggiano il DNA e ne ostacolano la riparazione (stress nitrosativo). Anche i derivati della curcumina hanno proprietà neuroprotettive. La curcumina sa attraversare la barriera emato-encefalica e gli studi sugli effetti terapeutici si focalizzano sulla malattia di Parkinson e sulle lesioni alla spina dorsale. Nei Paesi in cui la curcuma è consumata quotidianamente, come ad esempio l'India, l'incidenza dell'Alzheimer e Parkinson è più bassa.[2] La biodisponibilità della curcumina (cioè la capacità di essere assorbita dall'apparato digerente e di permanere nel sangue prima di essere metabolizzata nel fegato) viene aumentata se si assume insieme alla piperina, contenuta in particolare nel pepe nero in grani; i derivati della curcumina hanno invece una bassa biodisponibilità.
- il resveratrolo è un polifenolo che si trova nella buccia dell'uva rossa[2] e nel vino rosso, che tuttavia contiene anche alcol etilico: l'assunzione eccessiva di etanolo porta a danni cerebrali, a meno che il vino è dealcolato. Il resveratrolo ha effetti antiossidanti, anti-apoptotici e anticancro e ha effetti neuroprotettivi. In particolare, mostra effetti neuroprotettivi specialmente nel caso dell'infarto ischemico (che si accompagna a una rottura della barriera emato-encefalica, stress ossidative e neuroinfiammazione) siccome attiva il percorso della Sirtuina 1 (SIRT1). Inoltre, ha effetti positivi anche sul diabete e sulle malattie cardiovascolari e ha riportato effetti promettenti nella cura della sclerosi multipla, per cui i neuroni perdono la mielina. La somministrazione orale nei ratti colpiti da demielinizzazione ha portato infatti a una remielinizzazione dei neuroni e alla neurogenesi. La somministrazione intranasale in ratti colpiti da encefalomielite autoimmune con neurite ottica ha riportato effetti neuroprotettivi.[2] Il resveratrolo è liposolubile (si scioglie nei grassi) e la sua bassa biodisponibilità è aumentata dal quella di un altro polifenolo, la quercetina, che però è a sua volta scarsamente biodisponibile in Natura
- la quercetina è un polifenolo con forti effetti antiossidanti e antinfiammatori ma con scarsa biodisponibilità siccome i metaboliti sono scarsamente assorbiti. La bassa tossicità della quercetina deriverebbe dalla sua bassa biodisponibilità. La quercetina ha effetti neurogenici nell'ippocampo dei ratti sottoposti a stress ed è anche neuroprotettiva; gli effetti neuroprotettivi consistono nella riduzione dei processi di apoptosi e necrosi durante le neuroinfiammazioni acute. La quercetina si può usare anche nel trattamento dell'Alzheimer, siccome la quercetina regola l'iperfosforilazione: quest'ultima scompiglia la funzione della proteina tau. In base agli esperimenti sui ratti, la quercetina previene la perdita di neuroni dopaminergici nei ratti; la perdita di questi neuroni porta all'insorgenza/patogenesi della malattia di Parkinson. L'effetto protettivo sulla neurodegenerazione dei neuroni dopaminergici è data dall'attività della SIRT1. La quercetina inoltre ha proprietà chemiopreventive, cioè di prevenzione del cancro, e si può potenzialmente usare nei trattamenti anticancro insieme alla chemioterapia.[2] La quercetina si trova nelle castagne crude, chiodi di garofano, bacche di sambuco nero, capperi e levistico
- il tè verde, prodotto dalle foglie tostate e essiccate di Camellia sinensis, contiene polifenoli con effetti neuroprotettivi, antiossidanti, antinfiammatori e anticancro. Il tè verde è largamente consumato in Giappone, Cina e altri Paesi asiatici, contiene più polifenoli del tè nero e contiene anche amminoacidi e caffeina. I polifenoli presenti nel tè in particolare sono le catechine (e.g., epicatechine EC e epigallocatechine EGC), che costituiscono il 30% del peso a secco delle foglie di tè verde. Le catechine hanno effetti anti-apoptotici e possono prevenire l'Alzheimer.[2] Le catechine sono più biodisponibili se il tè si assume insieme a un pasto completo
- il caffè avrebbe degli effetti neuroprotettivi a causa dell'acido caffeico e dell'acido clorogenico, un polifenolo che diventa acido ferulico a seguito della metabolizzazione. L'acido caffeico in particolare previene lo stress ossidativo e l'infiammazione. La ricerca sugli effetti neuroprotettivi degli integratori alimentari di acido caffeico comunque è ancora insufficiente.[2] Il caffè con maggiore contenuto di acido clorogenico è il caffè verde,[3] dunque quello non ancora tostato. Inoltre, l'acido clorogenico e l'acido caffeico nell'estratto di caffè verde in base alle osservazioni in vivo è molto biodisponibile[4] e dunque facilmente assorbibile dal corpo umano.
- l'estratto di Ginko Biloba contiene composti bioattivi come flavonoidi e terpenoidi che hanno svariati effetti benefici. Ad esempio, l'estratto di Ginko Biloba cura l'asma, bronchite, cardiopatia ischemica, tubercolosi, diabete e ha effetti anticancro e antidepressivi. Inoltre, ha effetti neuroprotettivi siccome contiene antiossidanti ed è usato per curare l'ischemia cerebrale e la demenza. L'effetto positivo sull'ischemia è stato trovato a seguito di esperimenti sui ratti colpiti da ischemia cerebrale, che ha la caratteristica di aumentare i nitriti e nitrati nell'ippocampo. L'estratto di Ginko Biloba ha diminuito i livelli di nitriti e nitrati nell'ippocampo dei ratti. Quest'estratto ha anche alleggerito i deficit causati dalla malattia di Parkinson e potrebbe essere usato per trattare l'autismo, siccome sa anche regolare l'espressione della serotonina (un neurotrasmettitore).[2]
- le antocianine sono dei flavonoidi idrosolubili (si sciolgono in acqua) rapidamente assorbibili e con forti proprietà antiossidanti, antinfiammatorie e anti-apoptotiche; inoltre, danno il colore blu, rosso o viola a frutti e fiori. Le antocianine sono presenti per esempio nei mirtilli, gelso, ribes nero e cavolo rosso. Le antocianine riescono a attraversare la barriera emato-encefalica e hanno anche effetti neuroprotettivi e di regolamentazione della plasticità sinaptica nel sistema nervoso centrale. Nei ratti colpiti da danno alla spina dorsale, le antocianine hanno prevenuto la perdita di neuroni. Infine, le antocianine prevengono gli effetti neurotossici di sostanze come l'alcol etilico.
- la luteolina è un flavonoide estratto da piante come la Terminalia chebula (o "Haritaki", 诃子), Salvia tomentosa Miller, camomilla e Euphorbia tithymaloides (in passato nota anche come Pedilanthus tithymaloides) ma anche sedano, tè verde, olio evo e broccoli. La luteolina ha effetti antibatterici e antiulcerogenici (cioè blocca l'insorgenza dell'ulcera) e sa attraversare la barriera emato-encefalica. Essa ha effetti antinfiammatori nei microglia e astrociti siccome sopprime lo stress ossidativo; dopodiché, ha anche neuroprotettivi in contesto di Alzheimer, Parkinson, sclerosi multipla, trauma cerebrale e infarto. Infine, ha effetti asiolitici (cioè lenitivi dell'ansia) e, in base a degli esperimenti sui ratti colpiti da elettroshock, riesce a contrastare l'epilessia; la stessa medicina ayurvedica usava le piante contenenti luteolina per trattare l'epilessia.[2]
- l'apigenina è un polifenolo che si estrare dall'Hypericum perforatum (o "erba di San Giovanni"), camomilla (insieme alla luteolina) e melissa, ma anche nel sedano, prezzemolo e timo. L'apigenina è un antiossidante, antinfiammatorio e antidepressivo che ha un ruolo neuroprotettivo in base alle osservazioni sui ratti transgenici APP/PS1, usati spesso nella ricerca sull'Alzheimer. Inoltre, in contesto di lesioni alla spina dorsale, diminuisce il livello di superossido dismutasi.
- la fisetina è un polifenolo idrofobico che si trova nelle fragole, mele, fiori di loto, cetrioli, pomodori e datteri. La fisetina ha effetti antiossidanti, antinfiammatori e neuroprotettivi. Ad esempio, ha effetti antinfiammatori su pazienti paralizzati e dunque previene le disfunzioni neuronali e l'apoptosi neuronale. La fisetina inoltre protegge dall'eccesso di glutammato quando è somministrato per via esogena (e dunque non è prodotto dal corpo per via endogena) e, a causa del suo effetto antiossidante, è un potenziale candidato per la cura della sclerosi laterale amiotrofica siccome riduce il superossido dismutasi.[2]
- la vitamina B ha effetti neuroprotettivi oltre che neurogenici e neurotrofici. Le vitamine del gruppo B sono di vari tipi (B1, B2, B3, B4, B5, B6, B7/8, B9, B12) e sono tutte idrosolubili. In quanto non sono liposolubili, non si accumulano nel fegato. La vitamina B1 ha un precursore, il coenzima/cofattore tioestere benfotiamina (BTF), che ha effetti antiossidanti e antinfiammatori e migliora il declino cognitivo durante l'Alzheimer. Le vitamine B2, B6 e B12 bloccano il rilascio eccessivo di glutammato (o "acido glutammico") nel cervello; il glutammato permette la comunicazione tra cellule nervose, ma un rilascio eccessivo ha conseguenze neuropatologiche. Pertanto, sono tutte vitamine neuroprotettive in quanto regolano la glutamminergia, cioè la produzione di glutammato nei neuroni glutamminergici. La vitamina B3 riduce lo stress ossidativo. La vitamina B7/8 potenzialmente è utilizzabile per trattare la neurotossicità legata alla proteina tau. Le vitamine B9 e B12 hanno effetti positivi sull'Alzheimer, siccome è causato dall'eccesso di omocisteina, un amminoacido; entrambe le vitamine riducono i livelli di omocisteina siccome la convertono in metionina, un altro amminoacido.[2]

### Vitamine e coenzima Q10
- la vitamina C ha effetti neuroprotettivi ed è idrosolubile; una sua carenza in primis porta allo scorbuto. La vitamina C è neuroprotettiva a causa dei suoi effetti antiossidanti e antinfiammatori, per cui è utilizzabile in contesto di Alzheimer, Parkinson e infarto. In particolare, in base agli esperimenti sui ratti, la vitamina C attiva le risposte microgliali e gli astrociti e previene la perdita di neuroni dopaminergici. La vitamina C contrasta in particolare anche lo stress ossidativo causato dall'assunzione di alcol etilico, che porta alla morte di cellule neuronali. La vitamina C aiuta anche ad alleviare i problemi cognitivi a seguito di sepsi, cioè di risposte eccessive dell'organismo a infezioni; questi problemi cognitivi sono causati da risposte neuroinfiammatorie, da danni alla barriera emato-encefalica, stress ossidativo, disfunzioni mitocondriali e apoptosi neuronale. Parte degli effetti neuroprotettivi della vitamina C sono stati osservati in base a esperimenti sui ratti.[2]
- la vitamina D viene sintetizzata dal corpo nel momento in cui si espone alla luce del sole ed è liposolubile; si trova anche in natura nell'olio di pesce (incluso l'olio di fegato di merluzzo) e nei funghi. Una carenza di vitamina D può portare alla sclerosi multipla. La vitamina D ha effetti antiossidanti e neuroprotettivi sul sistema nervoso centrale e, in base agli esperimenti sui ratti, contribuisce a ridurre il tasso di occorrenza di malattie correlate all'invecchiamento.[2]
- la vitamina E, reperibile in semi (e.g., semi di girasole), noci, oli vegetali, grano, frutti e vegetali, ha effetti antiossidanti e neuroprotettivi siccome promuove la sopravvivenza di cellule neuronali danneggiate dall'eccesso di glutammato. La vitamina E è disponibile in due forme: tocoferoli e tocotrienoli. In particolare, l'alfa-tocotrienolo (α-tocotrienolo) prevengono l'apoptosi delle cellule cerebrali, a prescindere che essa derivi dallo stress ossidativo. Infine, la vitamina E è anche antinfiammatoria, per cui protegge la microglia dalla neurotossicità. Il sistema dell'oressina è un gruppo di neuroni nell'ipotalamo che produce neurotrasmettitori che regolano il sonno; in caso di disfunzioni del sistema dell'oressina per cui la produzione di neurotrasmettitori diminuisce, un soggetto può soffrire di disturbi del sonno e emotivi come la narcolessia e depressione. La vitamina E in forma di α-tocoferolo probabilmente aumenta l'espressione di oressina nel sistema dell'oressina.[2]
- La vitamina K è disponibile in due forme distinte (K1 e K2) ed è liposolubile; la K2 ha a sua volta due sottotipi: la MK-4 e la MK-7. la K1 si trova nei vegetali e in alcuni oli vegetali, la MK-4 si trova nella carne ed è anche sintetizzata dalla flora batterica intestinale e la MK-7 si trova nei cibi fermentati (e.g., yogurt, formaggi, kefir, kimchi e simili). La vitamina K1 ha effetti coagulanti, mentre la K2 contribuisce alla salute delle ossa. In più, la vitamina K2 ha effetti neuroprotettivi in base alle osservazioni sui ratti nel momento in cui la disbiosi intestinale causata da antibiotici porta a alterazioni della flora batterica: in questa situazione, la flora non riesce più a produrre particolari metaboliti benefici per il cervello (e.g., acidi grassi Omega-3), per cui nei ratti vengono osservati fenomeni di perdita di memoria correlati a danni ai neuroni ippocampali. L'assunzione di vitamina K2 infatti riduce gli effetti negativi sul microbiota intestinale causati dall'azione degli antibiotici grazie alla propria azione antiossidante e contribuisce alla neuroprotezione dell'ippocampo. Infine, una carenza di vitamina K sarebbe associata all'Alzheimer, a un'alta densità dei grovigli neurofibrillari (correlata alla proteina tau, a sua volta correlata alla patogenesi dell'Alzheimer) e alla presenza di corpi di Lewy (delle formazioni di proteine nel cervello correlate al Parkinson e demenza).[2]
- Il coenzima Q10 (Co-Q10) è una sostanza liposolubile che viene prodotta dal corpo per via endogena e assumibile anche per via esogena attraverso integratori alimentari. La carenza di CoQ10 per motivi genetici o legati alla vecchiaia o legati all'assunzione di farmaci come le statine (un farmaco che inibisce il colesterolo) porta a disfunzioni mitocondriali che a loro volta portano a disturbi cognitivi e dell'umore. Il calo di CoQ10 è osservabile in particolare nel sangue, plasma sanguigno, fluido cerebrospinale e corteccia di pazienti affetti da Parkinson. Gli studi sugli animali hanno indicato che il CoQ10 protegge la funzione mitocondriale e il sistema dopaminergico nigrostriatale, cioè localizzato nella substantia nigra. Pertanto, il CoQ10 avrebbe effetti neuroprotettivi nei pazienti affetti da Parkinson. Inoltre, avrebbe effetti neuroprotettivi anche verso i pazienti affetti dalla malattia di Huntington,causata dallo stress ossidativo di natura genetica che porta a disfunzioni mitocondriali e alla morte dei neuroni striatali. Infine, la combinazione di CoQ10 e vitamina E hanno effetti neuroprotettivi nei pazienti affetti dall'atassia di Friedreich, una malattia neurodegenerativa che porta a problemi nel linguaggio. La combinazione di CoQ10 e vitamine del gruppo B proteggono dallo stress ossidativo e disfunzione mitocondriale nei pazienti che soffrono di disturbi dello spettro autistico. Infine, in base alle osservazioni sui ratti, il CoQ10 ferma gli effetti collaterali della doxorubicina (DOX), un antibiotico antineoplastico usato nella chemioterapia: infatti, come effetto collaterale, altera l'attività dell'acetilcolinesterasi (AChE) e dunque di un neurotrasmettitore.[2]

### Proteine e acidi grassi saturi Omega-3
- Il fattore neurotrofico derivato dal cervello (BDNF) è una neurotrofina o "fattore neurotrofico", cioè una proteina che promuove la neuritogenesi, cioè lo sviluppo delle cellule staminali neurali in neuriti, i precursori dei neuroni. Il BDNF è espresso/codificato da un gene apposito che si trova nel cromosoma 11 negli umani; la proteina-precursore è detta proBDNF, mentre la forma matura è detta mBDNF. In base agli esperimenti in particolare sui ratti osservati in vivo e sulle cellule di ratto coltivate in vitro, esistono numerose sostanze estratte dalle piante (e.g., flavonoidi) che aumentano i livelli di BDNF nel cervello. Uno dei recettori che si lega ai fattori neurotrofici è il TrkB. Il BDNF, oltre ad avere un effetto neurotrofico siccome promuove la neuritogenesi, ha anche effetti antidepressivi e neuroprotettivi. La carenza di BDNF è correlata a malattie neurodegenerative come l'Alzheimer, Parkinson, malattia di Huntington e anche alla depressione; i morti suicidi tendono a mostrare bassi livelli di BDNF e TrkB nell'ippocampo e corteccia prefrontale. Inoltre, il glaucoma è una neuropatia che porta alla degenerazione delle fibre di nervi ottici e apoptosi cerebrale che è alleviata dal BDNF, per cui quest'ultimo si può usare come agente terapeutico.[2]
- I l fattore neurotrofico derivato dalle cellule gliali (GDNF) è un'altra neurotrofina (e dunque proteina) che permette la sopravvivenza dei neuroni dopaminergici. In base alle osservazioni su ratti in vivo e in vitro, esistono svariati estratti di piante che aumentano i livelli di GDNF nel cervello. Questa proteina è un agente terapeutico promettente per curare il Parkinson siccome migliora la funzione locomotoria; è promettente anche per curare le lesioni alla spina dorsale e la relativa rottura della barriera emato-midollare e per curare l'astrocitosi (o "astrogliosi"), cioè una proliferazione abnorme di astrociti in contesto di danno al sistema nervoso centrale. Infine, il GDNF argina i danni da citotossicità di glutammato e, in base agli esperimenti sui ratti, ha un effetto migliorativo sui tessuti cerebrali danneggiati da ischemia cerebrale focale acuta.[2]
- Gli acidi grassi saturi di tipo Omega-3 sono un tipo di grasso salutare reperibile da fonti vegetali e animali e sintetizzato anche dalla flora batterica intestinale come metabolita; si distinguono tre tipi di Omega-3: ALA (di origine vegetale), EPA e DHA (di origine animale). Gli acidi grassi saturi Omega-3 sono reperibili in pesci grassi (e.g., sardine, salmone, sgombro, acciughe), semi di lino, semi di chia e noci. L'EPA ha effetti antinfiammatori, mentre il DHA regola il ciclo sonno-veglia insieme alla melatonina e ha effetti terapeutici nel trattamento di disturbi neuropsichiatrici come la depressione e schizofrenia più gli sbalzi d'umore. Inoltre, il DHA ha effetti antiossidanti. Il DHA è correlato alla sclerosi multipla siccome l'insorgenza della malattia porta a un calo della difesa contro lo stress ossidativo, che porta a sua volta a un calo del DHA nel corpo. Anche i pazienti affetti da schizofrenia mostrano un calo di DHA. Sia l'EPA che il DHA avrebbero effetti antidepressivi derivanti dai loro effetti antinfiammatori e dalla loro promozione della neuroplasticità.[2]

### Ormoni
- La melatonina è un neuroormone (cioè un ormone prodotto nel cervello) prodotto dalla ghiandola pineale che è associato al ciclo sonno-veglia; ha funzioni antiossidanti, antinfiammatorie, anti-apoptotiche e neuroprotettive siccome ha ricadute positive ad esempio contro l'Alzheimer.[2] La melatonina si può anche assumere tramite integratore alimentare
- Il 17β-estradiolo (E2) è un estrogeno e ormone steroideo prodotto nelle ovaie femminili che previene la perdita ossea e riduce il rischio di coronaropatie (cioè malattie coronariche). Inoltre, ha effetti antiossidanti e neuroprotettivi in contesto di danno da ischemia cerebrale. Promuove inoltre la neurogenesi nell'ippocampo dei pazienti affetti da Alzheimer. In base a uno studio sui ratti affetti da Parkinson, questo ormone steroideo ha protetto i neuroni dopaminergici nella substantia nigra dalla degenerazione.[2]

### Neurotrasmettitori
- La serotonina e gli inibitori selettivi della ricaptazione della serotonina (SSRI) hanno entrambi effetti neuroprotettivi. La serotonina è un neurotrasmettitore che si produce a partire dal triptofano (reperibile in alimenti), mentre gli inibitori selettivi sono una classe di psicofarmaci antidepressivi che aumentano i livelli di serotonina nel cervello abbassandone la ricaptazione ("uptake"), cioè un processo di riassorbimento. Disfunzioni del sistema serotoninergico (cioè di produzione della serotonina) portano a patologie come i disturbi dell'umore (e.g., depressione), schizofrenia e autismo. La serotonina ha effetti antiossidanti, antidepressivi e ansiolitici. I dati sull'uso degli SSRI nel lungo termine sono insufficienti.[2] Il triptofano è reperibile nei latticini, pollo, uova, banane e noci.[2] Inoltre, l'attività fisica aumenta i livelli di serotonina nell'organismo.[5]
- La dopamina è un neurotrasmettitore sintetizzato nei neuroni nigrostriatali (cioè della substantia nigra e dello striato dorsale, entrambe coinvolte nella dopaminergia). La dopamina è sintetizzata a partire dalla tirosina, un amminoacido che è precursore anche di svariati ormoni. La tirosina è ottenibile dalle noci, legumi, carne, pesce e latticini.[2] Inoltre, l'attività fisica aumenta i livelli di dopamina nell'organismo.[5] La dopamina serve a controllare i propri movimenti e anche a gestire i sistemi di ricompensa e la motivazione. La disfunzione del sistema dopaminergico porta a vari disturbi neurologici in primis a causa dello stress ossidativo, neuroinfiammazione, apoptosi. Non solo la neuroprotezione è orientata a proteggere i neuroni dopaminergici, ma anche a proteggere i recettori della dopamina, in particolare il recettore D2. Il recettore D2 ha un effetto neuroprotettivo in malattie come l'epilessia e ischemia.[2]
- L'acido γ-amminobutirrico  (GABA) è un amminoacido e neurotrasmettitore sintetizzato a partire dal glutammato attraverso un processo di decarbossilasi del glutammato (GAD); l'acido GABA insieme ai suoi agonisti ha effetti neuroprotettivi. Alti livelli di glutammato sono citotossici, ma un livello sicuro di glutammato supporta la crescita e plasticità delle cellule cerebrali. Il GABA non si può introdurre nel corpo per via esogena, ma il suo precursore (il glutammato) si può introdurre attraverso i cibi iperproteici; altri alimenti che supportano la produzione endogena di GABA sono il tè verde e gli alimenti fermentati (e.g., yogurt, kefir, kimchi, miso, tempeh).[2] Inoltre, l'attività fisica aumenta i livelli di GABA nell'organismo.[5] Il GABA ha effetti anti-ipertensivi, antidepressivi, ansiolitici e migliora l'insonnia. Infine, ha effetti neuroprotettivi siccome una diminuzione della densità dei neuroni GABAergici (i neuroni che producono il GABA) porta all'insorgenza della schizofrenia; pertanto, la schizofrenia è correlata a bassi livelli di GABA.[2]
- L'acetilcolina (ACh) è un neurotrasmettitore sintetizzato dalla colina nei neuroni colinergici (cioè i neuroni che producono la colina). Una riduzione dell'acetilcolina è correlata all'Alzheimer, per cui ha effetti neuroprotettivi. Inoltre, le disfunzioni del sistema colinergico influenzano negativamente l'umore, siccome per esempio causano la depressione. La somministrazione di farmaci colinergici è correlata a un ripristino della neurogenesi durante la depressione, siccome quest'ultima ostacola la neurogenesi.[2] La colina, dunque il precursore dell'acetilcolina, si può assumere attraverso la dieta mangiando carne, caviale, pesce grasso, uova, semi di soia tostati, funghi shiitake e germi di grano (cioè la parte riproduttiva del seme).[6] Inoltre, l'attività fisica aumenta i livelli di acetilcolina nell'organismo.[5]
- L'adrenalina (o "epinefrina") è un neurotrasmettitore prodotto nelle ghiandole surrenali; una sua variante, la noradrenalina (o "norepinefrina") è prodotta sia dalle ghiandole surrenali che dai neuroni del locus coeruleus (LC). Entrambe regolano la pressione sanguigna, la vasocostrizione, la stimolazione cardiaca e i livelli di glucosio. Inoltre, la noradrenalina in particolare ha effetti neuroprotettivi in base alle osservazioni sui ratti con danni al sistema colinergico causato da stress ossidativo. Pertanto, la noradrenalina potrebbe avere un ruolo contro l'Alzheimer, in cui la colinergia è compromessa. La noradrenalina controllerebbe l'attivazione delle cellule gliali a causa di un proprio effetto antinfiammatorio.[2] L'attività fisica aumenta i livelli di noradrenalina nell'organismo.[5]

### Amminoacidi e loro derivati
- La creatina è un amminoacido sintetizzato dal fegato, reni e pancreas che si può assumere anche attraverso integratori alimentari. Può attraversare la barriera emato-encefalica ed è utilizzata da alcuni atleti per sintetizzare ATP velocemente. Ha proprietà antitumorali, antidiabetiche e antivirali. Inoltre, ha effetti neuroprotettivi siccome protegge dai danni da ipossia e ischemia; in particolare, riduce la perdita di neuroni dopaminergici, per cui l'insorgenza del Parkinson è ostacolata. In base agli esperimenti sui ratti transgenici, la creatina protegge i neuroni motori.[2]
- La N-acetil cisteina (NAC) è un precursore della L-cisteina ed è un potente antiossidante. Questo amminoacido si ottiene dal pollo e tacchino, latticini, uova e aglio e contrasta i radicali liberi. La cisteina è anche uno dei tre amminoacidi che sintetizzano il glutatione, per cui una dose giornaliera adeguata di NAC porta a mantenere livelli ottimali di glutatione, che a sua volta riduce lo stress ossidativo. La NAC è dunque indirettamente neuroprotettiva siccome un calo di glutatione è correlato a sbalzi d'umore visibili nella depressione e nel disturbo bipolare. I sintomi di entrambe le patologie sono alleviati dopo un trattamento a base di NAC.
- La proteina C attiva è una proteina anticoagulante, per cui mantiene il sangue fluido e impedisce la formazione di coaguli che possono intasare i vasi sanguigni; la sua versione inattiva è resa attiva dall'interazione con due enzimi, la trombina e trombomodulina. La proteina C attiva ha effetti citoprotettivi, antinfiammatori e anti-apoptotici osservati nei ratti colpiti da sepsi e endotossiemia, cioè un accumulo di tossine nel plasma sanguigno. Infine, ha effetti neuroprotettivi siccome limita i danni neuronali e protegge le cellule endoteliali dall'apoptosi causa dalla deprivazione di ossigeno e glucosio. L'endotelio è un tessuto che riveste l'interno dei vasi sanguigni e vasi linfatici; nel cervello, contribuisce a formare la barriera emato-encefalica. Inoltre, la proteina C attiva regola i livelli di BAX (una proteina che induce l'apoptosi) e previene l'apoptosi nell'endotelio umano a seguito di ipossia.[2]

### Stile di vita
- in generale, una dieta ricca di acidi grassi insaturi porta a un maggiore stress ossidativo, per cui non è neuroprotettiva[2] e ostacola anche la neurogenesi e neurotrofia.
- una dieta che comprende un eccesso di ferro porta a un maggiore stress ossidativo, per cui non è neuroprotettiva.[7] Il ferro in eccesso può essere misurato nel sangue, che mostra tipicamente un alto livello di una proteina detta ferritina (iperferritinemia). L'eccesso di ferro può essere scatenata dall'assunzione continuata di dosi più alte di quelle raccomandate di integratori alimentari contenenti ferro. In alternativa, l'eccesso di ferro deriva direttamente dal decorso di una neuroinfiammazione legata a una malattia neurodegenerativa: in questo contesto, il corpo gestisce in modo errato il ferro, portando alla formazione di depositi tossici. Esiste infatti una correlazione tra eccesso di ferro e Alzheimer, Parkinson e degenerazione maculare legata all'età. La terapia che riduce i livelli di ferro nel corpo è detta "chelazione del ferro" ad opera di agenti chelatori. Alcuni chelatori sanno attraversare la barriera emato-encefalica e le barriere emato-retiniche.[7]
- Lo stress diminuisce i livelli di GDNF, una proteina che ha effetti neuroprotettivi; inoltre, lo stress è correlato all'insorgenza di disturbi dell'umore come il disturbo bipolare affettivo e la depressione. Infatti lo stress porta alla produzione dei glucocorticoidi, gli ormoni steroidei dello stress, che diminuiscono l'espressione del GDNF nell'ippocampo. Tra di essi, spicca il cortisolo. In base alle osservazioni sui ratti, il calo di espressione di GDNF nell'ippocampo porta a comportamenti depressivi.[2] Pertanto, uno stile di vita stressante a causa di numerosi elementi stressogeni non è neuroprotettivo.
- Un consumo moderato di alcol non ha effetti lesivi sul cervello e riduce l'incidenza delle coronaropatie,[8] ma un consumo eccessivo di etanolo non ha alcun effetto neuroprotettivo. Un consumo di alcol moderato è pari a circa 2 bicchieri di vino da pasto (e.g., vino rosso secco) per gli uomini adulti e circa 1 bicchiere per le donne adulte.[9] L'alcol è comunque una sostanza rischiosa perché è correlata all'insorgenza di 9 tipi di tumore (alla cavità orale, faringe, laringe, esofago, stomaco, colon e retto, fegato, cistifellea e pancreas),[10] eccetto se si beve vino dealcolato
- Il consumo di nicotina ha effetti neuroprotettivi siccome previene il Parkinson e l'Alzheimer e ha effetti positivi sulle cellule staminali neurali e neuriti,[11] tuttavia fumare quotidianamente sigarette classiche e sigarette elettroniche comporta rischi per la salute, inoltre la nicotina provoca forte dipendenza; per godere degli effetti neuroprotettivi della nicotina, bisognerebbe assumere dosi controllate di nicotina in isolamento. Uno studio sui ratti ad esempio indica come l'esposizione prolungata a nicotina diminuisce la neurogenesi e dunque la proliferazione di nuove cellule staminali neurali.[11] Il Centre for Disease Control (CDC), un'organizzazione degli Stati Uniti, si spinge a affermare che ogni prodotto a base di tabacco è sicuro per la salute, incluse le sigarette elettroniche.[12]
- Una quantità di sonno sufficiente ha effetti neuroprotettivi siccome permette al cervello di riconfigurarsi e eliminare gli scarti metabolici accumulati durante il periodo di veglia attraverso il liquido cefalorachidiano, cioè il fluido prodotto dal sistema glinfatico, composto da cellule gliali; un sonno sufficiente inoltre migliora le capacità cognitive ed è pari a minimo 7 o 8 ore in media[13] negli adulti. I rischi più forti sono provocati dalla carenza di sonno cronica, causata da tante possibili cause come ad esempio l'ansia, stress, depressione o patologie fisiche (e.g., dolori cronici). In particolare, le perdite di sonno portano a danni cerebrali potenzialmente arginabili, ma le perdite di sonno protratte nel tempo, in base agli studi sugli animali, portano a risposte infiammatorie e stress ossidativo che culminano in danni da neurodegenerazione irreversibili. I primi danni sul volume del cervello degli animali è sono stati osservati dopo 3-4 settimane di privazione del sonno e consistono in una riduzione di volume della corteccia prefrontale mediale e dell'ippocampo; anche dopo 3-4 settimane di recupero di sonno, il volume della corteccia prefrontale mediale è rimasto parzialmente invariato. Sempre negli animali, 8 giorni di privazione del sonno seguiti da 4 giorni di recupero hanno portato a una perdita del 30% circa del volume del locus ceruleus, mentre 4 settimane di privazione del sonno nei ratti ha portato a una perdita di volume del 30% circa dei neuroni oressinergici (cioè che producono oressina) e 4 settimane di recupero non hanno mostrato miglioramento. 12 settimane di privazione del sonno negli animali seguiti da alcuni mesi di recupero portano a una perdita del 30% del volume del basolaterale dell'amigdala. Infine, una privazione del sonno pesantissima per soli 21 giorni porta a una perdita del 36% dei neuroni della corteccia prefrontale, del 31% delle cellule gliali e del 25% del giro dentato nella formazione ippocampale, per cui la perdita volumetrica di aree cerebrali può infine compromettere la rigenerazione notturna del cervello e la memoria. Questi risultati, raggiunti con la stereologia (l'elaborazione di dati in 3D a partire da dati in 2D), possono essere confermati da ulteriori studi.[14] La mancanza cronica di sonno può portare a taupatie, cioè a malattie neurodegenerative correlate a un metabolismo scombinato della proteina tau; tra esse, spicca l'Alzheimer. Il rapporto tra privazione del sonno e taupatie può essere bidirezionale, siccome a volte queste ultime neuropatie causano disfunzioni del ritmo circadiano e dunque del sonno. La privazione del sonno è correlata anche al Parkinson, sclerosi laterale amiotrofica, alla demenza e alla demenza vascolare.[15][16] La privazione del sonno, in base agli studi sui ratti, impatta negativamente dopo 24h la gliogenesi e dopo 2-4 giorni la neurogenesi. Le perdite di volume di alcune aree cerebrali sono dunque imputabili all'apoptosi delle cellule cerebrali, alla diminuzione della gliogenesi e neurogenesi e anche alla riduzione della mielinizzazione degli assoni e a un calo della densità delle spine dendritiche nell'ippocampo.[17] Pertanto, la quantità di sonno e la cura della qualità del sonno sono fondamentali.
- L'esercizio fisico, in base agli esperimenti sugli animali, ha effetti neurotrofici e neurogenici e incrementa la plasticità sinaptica. Inoltre, supporta l'integrità della barriera emato-encefalica, migliora le operazioni di pulizia del cervello da parte delle cellule del sistema glinfatico, aumenta la degradazione proteolitica delle proteine amiloidi-beta (la specie di proteine nociva per il cervello) e regola l'attivazione delle microglia (cioè una popolazione precisa di cellule gliali). Tutti questi ultimi benefici indicano come l'esercizio fisico sia neuroprotettivo. Riguardo alla neurotrofia, l'esercizio aerobico (e.g., corsa, ciclismo e hiking) sia acuto che più moderato e regolare aumentano i livelli di neurotrofine nel cervello e migliorano l'umore nelle persone di tutte le età;[5] più lo sport è intenso in un soggetto allenato, più il rilascio del fattore BDNF (una neurotrofina) è alto. Il BDNF maturo (mBDNF) viene sintetizzato a partire da un precursore, la proteina proBDNF; lo sport rende veloce la conversione da proBDNF a mBDNF.[18]          In base agli esperimenti sui ratti, il maggiore rilascio di neurotrofine si ha durante la corsa lenta in salita e in discesa a causa della diversa attivazione muscolare rispetto alla corsa su terreno pianeggiante. Lo sport aumenta anche il livello di alcuni neurotrasmettitori nel cervello; alcuni di essi hanno effetti neuroprotettivi. I neurotrasmettitori in questione sono: dopamina, serotonina (5-HT), noradrenalina/norepinefrina (NA), acetilcolina (ACh), glutammato e acido γ-amminobutirrico (GABA).[5] In base a una revisione di studi di Khalil (2025), può essere sufficiente anche solo una camminata per aumentare la neuroplasticità nell'ippocampo e i livelli di neurotrofina BDNF nel cervello, per cui le nuove cellule staminali riescono a differenziarsi in neuriti invece di andare incontro ad apoptosi; tuttavia, gli studi sul nesso tra camminata e BDNF hanno mostrato dei risultati variabili dovuti probabilmente a fattori come l'intensità e durata della camminata, l'umore, temperatura, età, gender, salute cerebrale pregressa e obesità.[18] I livelli di BDNF aumentano dopo 20-35 minuti di attività fisica, mentre il training cognitivo e la meditazione mindfulness ci impiegano di più.[18] Lo sport inoltre porta i muscoli in movimento a produrre irisina,[19] un polipeptide che in base agli esperimenti sui ratti ha effetti anti-neuroinfiammatori, antiossidanti e anti-apoptotici e protegge l'integrità della barriera emato-encefalica; gli esperimenti sui ratti affetti da Alzheimer, Parkinson, lesione cerebrale, emorragia intracerebrale, ischemia cerebrale, encefalopatia derivata da sepsi e diabete mellito (che può provocare danni neurologici) hanno mostrato miglioramenti nei ratti. Gli effetti positivi dell'irisina deriverebbero tutti dall'aumento del livello di BDNF che essa provoca, ma il suo meccanismo d'azione non è chiaro.[20] A margine, anche la danza e le arti marziali aumentano i livelli di BDNF e irisina nei soggetti umani[21] in quanto entrambi si basano sul movimento del corpo. Questi studi dunque danno alcune idee di quali tipi di esercizio fisico possono avere effetti positivi sul cervello.
- L'apprendimento lungo tutta la vita (Lifelong Learning, LLL) avrebbe effetti neuroprotettivi. In particolare, uno studio ha mostrato come l'apprendimento o acquisizione delle lingue straniere e il bilinguismo mantenuto fino alla vecchiaia ritardano la demenza senile legata alla malattia di Alzheimer. Nello studio, infatti, i pazienti affetti da Alzheimer che praticavano maggiormente il bilinguismo avevano un cervello con una maggiore connettività e un ipometabolismo cerebale del glucosio meno marcato rispetto ai pazienti monolingue; in particolare, l'emisfero sinistro era il meno compromesso.[22] Una serie di studi (Alladi et al., 2013; Bialystok et al., 2007; Bialystok, Craik, Binns, Ossher e Freedman, 2014; Chertkow et al., 2010; Craik e Bialystok, 2010; Woumans et al., 2015) e un'intera meta-analisi (Anderson, Hawrylewicz e Grundy, 2020) hanno mostrato come il bilinguismo (e dunque lo studio e pratica costante di una lingua straniera) ritarda l'insorgenza dell'Alzheimer di 4-5 anni rispetto a chi pratica il monolinguismo.[22] L'ipometabolismo cerebrale marcato nei monolingue è stato osservato nelle regioni parieto-temporali laterali, nella corteccia cingolata posteriore e nel precuneo, mentre la connettività più alta nei bilingue è stata trovata nelle aree temporali, che sono collegate all'elaborazione mentale del linguaggio (Language Processing), in particolare del significato delle parole. Inoltre, praticare il multilinguismo già da piccoli protegge dal declino cognitivo che precede l'insorgenza dell'Alzheimer (Perquin et al., 2013).[22] Un'altra attività potenzialmente neuroprotettiva è imparare a suonare uno strumento musicale, siccome ha effetti neuroplastici che preservano nel tempo l'efficienza del cervello.[23] Secondo uno studio, l'apprendimento musicale ha un effetto benefico sulla cognizione verbale nei soggetti affetti da epilessia focale, per cui ha un ruolo neuroprotettivo: infatti, i pazienti affetti da epilessia focale che erano musicisti non avevano problemi nella cognizione verbale a differenza dei non-musicisti[24]
- La meditazione mindfulness aumenta i livelli di BDNF, in base a una meta-analisi di studi su soggetti umani, a prescindere che si basi sull'immobilità del corpo, esercizi di visualizzazione e esercizi di respirazione o su un approccio molto diverso che include i movimenti del corpo (e.g., yoga, tai chi e qi gong). Secondo Yang et al. (2017), i livelli di BDNF sarebbero aumentati a causa dell'effetto di contrasto alle infiammazioni e radicali liberi della meditazione.[25] La meditazione dunque, oltre ad avere effetti neurotrofici, ha anche effetti neuroprotettivi.
- Il massaggio aromaterapico a pressione moderata ha effetti neuroprotettivi oltre che neurotrofici siccome aumenta i livelli di BDNF a seguito di una sessione di massaggi aromaterapici per 40 minuti due volte a settimana per un totale di 4 settimane. Inoltre, il massaggio aromaterapico ha avuto un effetto ansiolitico, i livelli di cortisolo nella saliva dei soggetti umani sono diminuiti e il cervello mostrava un'attività maggiore di onde alfa rispetto alle onde delta a seguito di esame elettroencefalografico. L'olio per massaggi usato era un misto di olio essenziale di lavanda (Lavendula angustifolia) e geranio (Pelargonium graveolens) misti con olio di jojoba come olio vettore. Gli oli essenziali di lavanda e geranio sono già usati in aromaterapia per alleviare stress, ansia e depressione.[26] In base a un esperimento sui ratti colpiti da Alzheimer, l'inalazione di olio essenziale di Pinus halepensis (o "pino d'Aleppo") all'1% e Tetraclinis articulata (o "ginepro articolato") al 3% per 21 giorni ha effetti neuroprotettivi; in particolare, l'olio essenziale di Tetraclinis articulata aumenta l'espressione del fattore BDNF nell'ippocampo. Entrambe le piante sono conifere.[27] Un altro studio (Sadiki et al., 2019) conferma gli effetti antiossidanti dell'olio essenziale di Tetraclinis articulata (1% e 3%) fatto inalare ai ratti malati di Alzheimer una volta al giorno per 21 giorni; pertanto, tale olio essenziale potrebbe essere un potente agente farmacologico contro la demenza.[28] Un ulteriore studio (Postu et al, 2019) conferma anch'esso gli effetti neuroprotettivi sui ratti dell'olio essenziale di Tetraclinis articulata.[29] Uno studio identico ha mostrato un riscontro positivo anche riguardo all'olio essenziale di Origanum majorana (o "origano maggiorana");[30] un ulteriore studio ha mostrato anche i suoi effetti antidepressivi.[31] Anche l'olio volative della segatura di Cryptomeria japonica (o "cedro giapponese" o "sequoia giapponese") ha effetti antinfiammatori e potrebbe anche avere effetti neuroprotettivi in base alla sua composizione;[32] un altro studio in vitro e in silico (cioè attraverso l'uso del computer) evidenzia anche effetti antiossidanti e di contrasto della colinesterasi (anti-colinesterasi) di quest'olio essenziale,[33] mentre un altro studio ancora postula effetti anti-colinesterasi e neuroprotettivi dell'olio essenziale di scorza di cannella (varietà Cinnamomum verum) per la presenza di un enzima, la beta-secretasi 1 (BACE1).[34] Gli oli essenziali hanno la capacità di attraversare la barriera emato-encefalica.

### Altre sostanze
- Gli N-glicani sono un tipo di oligosaccaridi studiato in glicobiologia che può avere effetti neuroprotettivi in caso di Alzheimer e sclerosi multipla. In passato, solo gli effetti negativi degli N-glicani erano presi in considerazione. In particolare, l'N-acetilglucosamina potrebbe prevenire l'apoptosi e avere effetti antinfiammatori nei neuroni.[2] Inoltre, gli oligosaccaridi modificati tramite processo di fucosilazione ovvero aggiunta di fucosio (oligosaccaridi fucosilati) hanno effetti neuroprotettivi attraverso la promozione della neurogenesi. Pertanto, gli N-glicani e gli oligosaccaridi fucosilati possono diventare agenti neuroprotettivi in medicinali contro le malattie neurodegenerative.[2] Gli N-glicani sono suddivisibili in più tipi e si trovano in una grande varietà di alimenti: mele, asparagi, avocado, banane, carote, sedano, kiwi, cipolle, arance, pere, fragole, frutta secca (pinoli, nocciole, noci, mandorle, pistacchi), patate, pomodori, noce di cocco, grano saraceno, papaya e legumi (fagioli mungo, piselli, arachidi e soia).[35]
- L'estratto di spirulina platensis somministrato per 30 giorni ai ratti colpiti successivamente da un evento emorragico ha registrato perdite di cellule cerebrali minori rispetto al gruppo di controllo 24 ore dopo l'evento. Pertanto, l'estratto di spirulina platensis avrebbe effetti neuroprotettivi in contesto di eventi emorragici che possono danneggiare il cervello. La spirulina platensis è una microalga altamente nutriente e proteica (il 70% del suo contenuto a secco è formato da proteine) e la sostanza responsabile degli effetti neuroprotettivi sarebbe in primis la ficocianina, una proteina con effetti antiossidanti, antinfiammatori e anti-apoptotici[36] che dà il colore verde all'estratto di spirulina platensis. Inoltre, l'estratto di spirulina platensis ha potenziali effetti contro lo stress, l'ansia, l'Alzheimer, Parkinson, sclerosi multipla, ischemia cerebrale e emorragia; gli effetti neuroprotettivi si concentrerebbero sul cervello, cervelletto, ippocampo e midollo spinale.[37] Un altro studio rilancia il suo potenziale utilizzo come agente terapeutico a causa del suo contenuto di proteine e vitamine.[38] In base a un esperimento sui ratti colpiti da una forma particolare di Alzheimer, l'estratto ha mostrato degli effetti benefici, tra cui la prevenzione dell'astrogliosi e microgliosi e la riduzione dell'attività dell'acetilcolinesterasi nella corteccia prefrontale.[39] Infine, la spirulina platensis aumenta i livelli di BDNF, per cui ha effetti anche neurotrofici; questi effetti derivano dai suoi componenti non proteici, come i flavonoidi, carotenoidi e vitamina C,[40] tutti e tre antiossidanti.
- L'estratto di spirulina maxima, una specie appartenente allo stesso genere della spirulina platensis, ha effetti neuroprotettivi oltre che neurotrofici siccome aumenta i livelli di BDNF.[41] La spirulina maxima ha anche effetti antiossidanti e previene il diabete.[42]
- Il cannabidiolo (CBD) è un componente della pianta di cannabis che ha effetti farmacologici; in particolare, è anticonvulsante, antiepilettico, antidepressivo, ansiolitico e anche neurotrofico. Il cannabidiolo ha infatti un effetto antinfiammatorio e antiossidante in contesto di Alzheimer e Parkinson. Questi effetti sono stati osservati in base a esperimenti sui ratti. In base a un esperimento in particolare, ai ratti è stata somministrata dell'eroina per renderli dipendenti e creare danni al cervello; l'eroina è un oppioide derivato dalla morfina, a sua volta oppioide. Una volta che la somministrazione di eroina è stata sospesa, la somministrazione di cannabidiolo ha alleviato i sintomi di astinenza da oppioidi.[2]
- altre sostanze neuroprotettive sono farmaci, come ad esempio la memantina e il riluzolo. Un altro ancora, la levodopa (L-DOPA), è un farmaco che contrasta l'ossidazione della dopamina nei neuroni dopaminergici ad opera dei radicali liberi; pertanto, la levodopa è un agonista della dopamina. Anche altri agonisti della dopamina hanno effetti neuroprotettivi, oltre che neurotrofici (stimolano la produzione di NGF) e neurogenici.[2]